# Ústřední úřad pro věci národních výborů
Ústřední úřad pro věci národních výborů byl v Československu ústřední orgán státní správy, zřízený zákonným opatřením předsednictva Národního shromáždění č. 85/1961 Sb. ze dne 9. srpna 1961 s účinností ode dne vyhlášení, tedy 23. srpna 1961 Sb., kdy do něj byla začleněna dosavadní Správa pro rozvoj místního hospodářství a byla na něj převedena též část dosavadních působností ministerstva vnitra, a byl zrušen k 5. lednu 1963 zákonným opatřením předsednictva Národního shromáždění č. 1/1963 Sb., která jej nahradila Ústřední správou pro rozvoj místního hospodářství.

## Zřízení a právní rámec
Předsednictvo Národního shromáždění se v preambuli zákonného opatření č. 85/1961 Sb. odvolává nejen na zmocnění ústavou Československa (na čl. 60 odst. 2, který upravuje pravomoc předsednictva NS vykonávat působnost NS v době, kdy NS nezasedá), ale především na směrnice ústředního výboru Komunistické strany Československa upevnit ústřední řízení národních výborů, lépe zajišťovat konkrétní pomoc národním výborům a těsněji koordinovat činnost ministerstev (ústředních orgánů) ve vztahu k národním výborům a zřídit za tím účelem Vládní komisi pro národní výbory a Ústřední úřad pro věci národních výborů.
Úřad byl zřízen „při vládě“ jako ústřední orgán státní správy. Jeho hlavním úkolem bylo připravovat pro vládu a její orgány návrhy týkající se výstavby a činnosti národních výborů a rozpracovávat otázky dalšího rozvoje národních výborů a jejich úlohy ve vyspělé socialistické společnosti. Podle pokynů vlády a jejích orgánů měl úřad pomáhat národním výborům plnit jejich úkoly a odhalovat vznikající nedostatky a v těsném styku zajišťovat jejich překonání. Měl organizovat výměnu zkušeností z organizátorské a výchovné práce národních výborů, zevšeobecňovat a rozšiřovat kladné zkušenosti z této práce, koordinovat činnost ministerstev ve vztahu k národním výborům, pořádat celostátní porady a jiné akce a poskytovat národním výborům pomoc při řešení problémů rozvoje jednotlivých odvětví, a plnit další úkoly, kterými jej vláda (její orgány) pověří. Při výkonu této činnosti byl oprávněn kontrolovat práci národních výborů.
Do nového úřadu byla začleněna dosavadní Správa pro rozvoj místního hospodářství, zřízená vládním nařízením 66/1959 Sb. Do působnosti úřadu přešla z ministerstva vnitra agenda v oboru územního členění státu, zajišťování socialistického pořádku národními výbory, dobrovolných organizací a shromáždění, matrik, organizačně technických příprav voleb, poměrů poslanců a systemizace aparátu národních výborů. Úřad byl zmocněn vydávat při plnění svých úkolů obecně závazné právní předpisy. Na úseku služeb obyvatelstvu a místního průmyslu úřad měl zajišťovat jednotné řešení zásadních otázek metodických, mzdových a cenových, technického rozvoje, přípravy a kvalifikace kádrů a provádění předpisů o hospodaření s byty i nebytovými místnostmi a o správě bytového majetku.
V čele úřadu byl vedoucí, kterého jmenovala a odvolávala vláda. Působnost a organizaci úřed měl podrobněji upravit statut, který schvalovala vláda.

## Vydané dokumenty
Úřad vydal tyto obecně závazné právní přepisy:
- vyhláška č. 97/1961 Sb., o názvech obcí, označování ulic a číslování domů (k jejímuž vydání původně bylo zákonem o územním členění státu zmocněno ministerstvo vnitra)
- vyhláška č. 10/1962 Sb., kterou se provádí zákon o hospodaření s byty (a novela této vyhlášky)

Vedoucí úřadu vyhlásil pod č. 9/1962 Sb. úplné znění zákona č. 67/1956 Sb., o hospodaření s byty.
Mimoto úřad vydával též sborníky výkonových normativů a norem pro různé zejména řemeslné činnosti, směrnice týkající se používání ochranných pomůcek, oděvů a obuvi v podnicích místního hospodářství, seznam povolání místního hospodářství, publikaci o pokladní službě v odvětví vnitřní správy národních výborů apod., zásady odměňování pracovníků v organizacích místního hospodářství, jejich velkoobchodní ceny apod.